# Mark polițistul la Genova
Mark polițistul la Genova (titlul original: în italiană Mark il poliziotto spara per primo) este un film polițist italian, realizat în 1975 de regizorul Stelvio Massi, protagoniști fiind actorii Franco Gasparri, Lee J. Cobb, Massimo Girotti și Ely Galleani.

## Conținut
Comisarul Mark Terzi sosește la Genova pentru a se ocupa de cazul uciderilor sistematice ale unor personalități locale importante. Autorul acestor crime se semnează „Sfinxul”. Mark întâlnește un vechi cunoscut, omul de afaceri Benzi și descoperă că acesta nu este străin de crime. Inspectorul descoperă că „Sfinxul” este doar un om sărac care a vrut să se răzbune pe Benzi și pe complicii săi, responsabili pentru moartea logodnicei sale, care a murit în ziua nunții lor, după prăbușirea unui pilon, construit de compania lui Benzi și a asociaților săi. Bărbatul este ucis de oamenii lui, dar Terzi, îl aduce pe Benzi în fața justiției.

## Distribuție
- Franco Gasparri – comisarul Mark Terzi
- Lee J. Cobb – omul de afaceri Benzi
- Massimo Girotti – Spaini, adjunctul chestorului
- Ely Galleani – Angela Frizzo
- Nino Benvenuti – Ghini
- Ida Meda – Franca Frizzo
- Edoardo Florio – Andrea Gatti, alias "Sfinxul"
- Andrea Aureli – jurnalistul
- Spiros Focás – Morini
- Guido Celano – Mario Borelli
- Roberto Caporali – Bernardi
- Francesco D'Adda – contabilul lui Ghini
- Margherita Horowitz – Marta Clerici
- Tom Felleghy – doctorul Marchi
- Leonardo Severini – Colantuoni
- Mauro Vestri – directorul Sporting Clubului
- Cesare Di Vito – Tommasi